# Markolf Hoffmann
Markolf Hoffmann (* 1975 in Braunschweig) ist ein deutscher Autor, dessen Erstlingsroman Nebelriss 2004 im Verlag Wilhelm Heyne erschien. Inzwischen schreibt er für verschiedene Verlage.

## Leben
Geboren in Braunschweig, wuchs Markolf Hoffmann in Scheer an der Donau im baden-württembergischen Landkreis Sigmaringen auf. Er besuchte die Liebfrauenschule in Sigmaringen. Anschließend studierte er Germanistik in an der Freien Universität Berlin. Er beendete sein Studium 2006 mit dem Magister Artium. Schon früh begann Hoffmann, Kurzgeschichten und Drehbücher für Kurzfilme zu schreiben. Einige dieser Drehbücher verfilmte er dann auch, wobei er selbst Regie führte. Sein erster Roman Nebelriss erschien 2004.
2010 beteiligte er sich an dem von Karla Schmidt herausgegebenen literarischen Experiment Hinterland, einer Anthologie im Wurdack-Verlag, für die 20 Autoren Science-Fiction-Erzählungen nach Musik von David Bowie schrieben. Seit 2012 verfasst Hoffmann auch Bücher für Kinder und Jugendliche.
2013 gründete Hoffmann gemeinsam mit weiteren Autoren, Buchhändlern und Verlegern den E-Book-Verlag Das Beben.

## Veröffentlichungen

### Zeitalter der Wandlung
- Nebelriss. (Roman), Wilhelm Heyne Verlag, München 2004, ISBN 3-453-87553-2.
- Nebelriss. (Roman), Piper Verlag, München 2004, ISBN 3-492-28535-X.
- Flammenbucht. (Roman), Piper Verlag, München 2004, ISBN 3-492-28536-8.
- Schattenbruch. (Roman), Piper Verlag, München 2005, ISBN 3-492-28537-6.
- Splitternest. (Roman), Piper Verlag, München 2007, ISBN 978-3-492-28624-4.

### Einzelromane
- In Poseidons Armen. (Erzählung) in der Anthologie Matrixfeuer. Phönix Verlag, Erkrath 2003.
- Ein meisterliches Mahl. (Kurzgeschichte) in der Anthologie Tolkiens Geschöpfe. Wilhelm Heyne Verlag, München 2004.
- Rebellen in Grün. (Kurzgeschichte) in der Anthologie Liber Vampirorum – resurrected. Midas Verlag, Berlin 2005.
- Die Scherben von St. Helen. (Kurzgeschichte) in der Anthologie Arkham. Ein Reiseführer, Basilisk Verlag, Reichelsheim 2006.
- Der Marmortaucher. (Kurzgeschichte) in der Anthologie Fotosynthesen, Pahino Verlag, Frankfurt am Main 2006.
- Stirnhirnhinterzimmer. (Anthologie, gemeinsam mit Boris Koch und Christian von Aster), Berlin, 2007, ISBN 978-3-935901-13-0.
- Triptychon. In: Karla Schmidt (Hrsg.): Hinterland. 20 Erzählungen, inspiriert von der Musik David Bowies. Wurdack, Nittendorf 2010, ISBN 978-3-938065-69-3.
- Das Flüstern zwischen den Zweigen. (Erzählungen). Shayol, Berlin 2011, ISBN 978-3-926126-98-6.
- Ines öffnet die Tür. (Jugendroman), Ueberreuter, Wien 2012, ISBN 978-3-8000-5675-0.
- Ratio Glimm – Das Superhirn, Ueberreuter, Berlin 2014, ISBN 978-3-7641-5014-3

## Erfolge und Auszeichnungen
- 1992 war Hoffmann mit der Geschichte Doch gesagt hat er nichts in der Endausscheidung des Wettbewerbs der Regensburger Schriftstellergruppe International (RSGI) vertreten.
- 1995 gewann er den 1. Preis im Literaturwettbewerb des FDA Baden-Württemberg mit der Geschichte Haktars Schweigen.
- 1996 erhielt er im Rahmen des Abiturs in Sigmaringen/Baden-Württemberg den Scheffelpreis für hervorragende Leistungen im Fach Deutsch.
- 1998 war Hoffmann mit dem Film Schnittfehler, dessen Drehbuch er geschrieben und bei dem er auch Regie geführt hatte, im Auswahlprogramm des Internationalen Jugendfilmfestivals up-and-coming vertreten.
- Ebenfalls 1998 war er mit der Kurzgeschichte Die kleine Frühstücks-Selbstverstümmelung in der Endausscheidung des Wettbewerbs des Literaturforums kubischu in Hattingen/Nordrhein-Westfalen vertreten.
- 1999 wurde er Stipendiat des DAAD (Deutscher Akademischer Austauschdienst) für einen einjährigen Studienaufenthalt in London mit dem Forschungsschwerpunkt Britische Literatur der 90er Jahre.

## StirnhirnhinterZimmer
Seit März 2005 veranstaltet Markolf Hoffmann einmal monatlich in der Berliner Z-Bar gemeinsam mit den Autoren Boris Koch und Christian von Aster eine Veranstaltungsreihe rund um Texte der drei Autoren unter dem Titel „StirnhirnhinterZimmer“. Dabei sind auch regelmäßig Gastautoren zu hören. Die drei Autoren veröffentlichten im Jahre 2007 auch eine Anthologie mit Texten aus dieser Veranstaltungsreihe.

## Besonderheiten
Hoffmann hat für seine Romantetralogie „Das Zeitalter der Wandlung“ ein Online-Konzept entwickelt und veröffentlicht auf einer eigens dafür geschaffenen Internetseite „Appetithäppchen“ und Geschichten rund um die Romane.
Seine Lesungen werden in der Regel musikalisch unterstützt: Der Klangkünstler Michael Carmone hat zu einigen Kapiteln von Hoffmanns Werken eine Begleitmusik entworfen, außerdem spielt der Autor oft eigene Kompositionen auf dem Klavier.

## Dies und Das
Hoffmann wirkte in den Jahren 2002 und 2003 in der Gothic-Parodie-Band Wolfgang Schergen als Komponist, Pianist und Sänger mit.